# Angoulême
Angoulême je mesto in občina v zahodni francoski regiji Nova Akvitanija, prefektura departmaja Charente. Leta 2008 je mesto imelo 43.112 prebivalcev.

## Geografija
Kraj leži v pokrajini Angoumois ob okljuku reke Charente in njenih dveh pritokih Anguienne ter Eaux-Claires, 112 km južno od središča regije Poitiersa. 
Angoulême danes sestavlja petnajst četrti:
- Centre-ville,
- Vieil Angoulême,
- Saint-Ausone - Saint-Martin,
- Saint-Gelais,
- Bussatte - Champ de Mars,
- L'Houmeau,
- Saint-Cybard,
- Victor-Hugo, Saint-Roch,
- Basseau,
- Sillac - La Grande-Garenne,
- Bel-Air, la Grand Font,
- La Madeleine,
- Ma Campagne,
- Petit Fresquet,
- Frégeneuil.

## Uprava
Angoulême je sedež treh kantonov:
- Kanton Angoulême-Sever (del občine Angoulême: 13.764 prebivalcev),
- Kanton Angoulême-Vzhod (del občine Angoulême: 12.846 prebivalcev),
- Kanton Angoulême-Zahod (del občine Angoulême: 16.059 prebivalcev).

Mesto je prav tako sedež okrožja, v katerega so poleg njegovih vključeni še kantoni Aubeterre-sur-Dronne, Blanzac-Porcheresse, Chalais, La Couronne, Gond-Pontouvre, Hiersac, Montbron, Montmoreau-Saint-Cybard, La Rochefoucauld, Ruelle-sur-Touvre, Saint-Amant-de-Boixe, Soyaux in Villebois-Lavalette s 193.710 prebivalci.

## Zgodovina
Angoulême (Iculisma ali Ecolisna, kasneje Angoulesme),  prvotno vizigotsko mesto, je bil leta 507 zavzet s strani frankovskega kralja Klodvika. V 9. stoletju so ga oplenili Normani. 
Med stoletno vojno je bil s sporazumom v Brétignyju leta 1360 predan Angležem. Ob francoskem zavzetju 13 let kasneje je mesto pridobilo številne privilegije. Med verskimi vojnami je bil pogosto na udaru, zlasti ob njegovem zavzetju s strani protestantov v letu 1568.
Grofija Angoulême je bila ustanovljena v 9. stoletju, eden prvih grofov pa je bil William Taillefer; njegovi potomci so držali titulo vse do konca 12. stoletja. Za njimi jo je s poroko z Izabelo, hčerjo grofa Adhémarja, v posest dobil angleški kralj Ivan Brez zemlje, po Izabelini naknadni poroki s Hugom X. (1220) pa je prešla v roke Marcheškim grofom. S smrtjo Huga XIII. je pripadla francoski kroni (1302). V letu 1394 se je grofije polastila Orleanska hiša, katere njen član, Franc I., je postal v letu 1515 novi francoski kralj. Grofija je bila na račun njegove matere Luize Savojske, povišana v vojvodstvo. Kot kronska zemlja je kasneje pripadla več vladajočim hišam. Njen poslednji vojvod Louis-Antoine, najstarejši sin Karla X., je umrl leta 1844.

## Zanimivosti
- mestno obzidje,
- Stolnica sv. Petra iz 11. - 12. stoletja, delno prenovljena v 18. stoletju,
- mestna hiša Hôtel de ville iz 18. stoletja, z ohranjenima stolpoma nekdanjega gradu Angoulêmskih grofov,
- Muzej lepih umetnosti.
- ruševine benediktinskih opatij Saint-Cybard iz 10. do 16. stoletja in Saint-Ausone iz 11. stoletja, francoski zgodovinski spomenik.

## Osebnosti
- Jean-Louis Guez de Balzac, francoski pisatelj (1597–1654)
- markiz Marc René de Montalembert, francoski vojaški inženir (1714–1800),
- Charles Augustin de Coulomb, francoski fizik (1736–1806),

## Pobratena mesta
- Bury (Anglija, Združeno kraljestvo),
- Chicoutimi (Quebec, Kanada),
- Gelendžik (Južno zvezno okrožje, Rusija),
- Hildesheim (Spodnja Saška, Nemčija),
- Hoffman Estates, Chicago (Illinois, ZDA),
- Ségou (Mali),
- Turda (Transilvanija, Romunija),
- Vitoria Gasteiz (Baskija, Španija).